# Bry-Villiers-Champigny (stanice metra v Paříži)
Bry-Villiers-Champigny je plánovaná stanice pařížského metra na budoucí lince 15 mezi stanicemi Champigny Centre a Noisy – Champs. Místo budoucí stanice se nachází jižně od Paříže na hranicích měst Bry-sur-Marne, Villiers-sur-Marne a Champigny-sur-Marne. Vznikne zde i nové nádraží, kde bude možný přestup na linky RER E a Transilien. Stanice bude umístěná v hloubce 21 m.

## Výstavba
Pro realizaci stanice byla vybrána architektonická kancelář Richez Associés. Vyhláška o zprovoznění tohoto úseku linky 15 byla zveřejněna 24. prosince 2014. Přípravné začnou v lednu 2016 a stavební práce začnou v roce 2017.
Otevření stanice je plánováno na rok 2022.

## Název
Název stanice je složen z názvů měst Bry-sur-Marne, Villiers-sur-Marne a Champigny-sur-Marne.